# Spoorlijn Saint-Pierre-du-Vauvray - Louviers
De Spoorlijn Saint-Pierre-du-Vauvray - Louviers is een Franse spoorlijn van Saint-Pierre-du-Vauvray naar Louviers. De lijn is 7,4 km lang en heeft als lijnnummer 376 000.

## Geschiedenis
De lijn geopend door de Compagnie des chemins de fer de l'Ouest op 23 april 1867. Het personenvervoer werd opgeheven op 27 april 1967. In 2008 werd de lijn ook gesloten voor goederenvervoer.

## Aansluitingen
In de volgende plaatsen is of was er een aansluiting op de volgende spoorlijnen:
Saint-Pierre-du-Vauvray
RFN 340 000, spoorlijn tussen Paris-Saint-Lazare en Le Havre
RFN 340 300, raccordement van Vaudreuil
RFN 343 000, spoorlijn tussen Saint-Pierre-du-Vauvray en Les Andelys
Louviers
RFN 370 000, spoorlijn tussen Saint-Georges-Motel en Grand-Quevilly